# Самойлов, Андрей Васильевич
Андрей Васильевич Самойлов (1790—1871) — механик-самоучка, изобретатель морских навигационных приборов, физический мастер, заведующий мастерской мореходных инструментов Морского Министерства Российской империи, генерал-майор.

## Биография
Родился в 1790 году в Санкт-Петербургской губернии в семье мастеровых. В 1801 году, после окончания народной школы в Санкт-Петербурге, поступил писцом в интендантскую экспедицию. В 1804 году «за уменьшением в оной штата» был определён учеником по выбору главного мастера в заведение мореходных физических и математических инструментов при адмиралтействе. В 1808 году был командирован в кронштадтский порт для исправления компасов и корабельных склянок. В 1809 году заведение мореходных инструментов было переведено в Паноптический институт, Самойлов произведён в физические ученики 3-го класса. В 1814 году за изготовление секстанов был повышен в физические помощники.
Когда 15 марта 1818 года в Паноптическом институте от загоревшейся в кузнице балки вспыхнул пожар, пламя которого охватило все здания, Андрей Самойлов спасал материалы и вещи института. Ему помогал отец — отставной корабельный плотник первого класса Василий Самойлов, который получил сильные ушибы и умер через двое суток после пожара. Андрей Самойлов за спасение делительной машины, «ревность и усердие к пользам казны» — был премирован в 1819 году денежной премией в пятьсот рублей.
После пожара, в апреле 1818 года, все мастерские и мастеровые заведения физических и математических инструментов, «дабы не остановить выделки вещей к кораблестроению потребных» перешли в подчинение адмиралтейских ижорских заводов, где сначала Самойлов занимался созданием делительной машины, а затем усовершенствовал лаг Массея, в частности присоединил к нему «машинку, с помощью которой можно во всякое время узнавать ход судна, не вынимая лаг из воды».
15 марта 1819 года Самойлов был произведён в физические мастера «с тем, чтобы неименовать его унтер-офицерским чином, а почитать просто мастером». В мае 1820 года, после увольнения от службы руководителя мастерской механика Эдвардса, А. В. Самойлову было поручено «главное смотрение» заведением мореходных физических и математических инструментов, в штат которого входило более 50 различных мастеровых.
4 сентября 1823 гожа был произведён в X класс Табели о рангах. В марте 1827 года переименован в штабс-капитаны с зачислением в 6-й рабочий экипаж, и назначением командиром 7-й роты того же экипажа; 11 сентября 1828 года произведён в капитаны.
В 1829 году в Петербурге в Биржевом зале проходила первая всероссийская промышленная выставка отечественных произведений. Мастерская Самойлова представила на выставку различные физические, математические и навигационные инструменты и приборы. Среди них были: астролябии, барометры, секстанты, теодолиты термометры, корабельные лаги, компасы, песочные часы, инструменты для черчения и другие. Приборы были выполнены из железа и меди, золота и серебра, слоновой кости и разных пород дерева. После завершения работы выставки Самойлов был награждён 2000 рублями. В конце ноября 1829 года Гидрографическое депо Морского штаба поручило сделать мастерской Самойлова из серебра «для собственного употребления» государя императора Николая I и доставить «в самоскорейшем» времени комплектный математический и чертёжный инструмент из 27 предметов. Заказ под руководством Самойлова выполняли 27 мастеровых и учеников, в конце декабря 1829 года заказ был выполнен, за что мастер был высочайше пожалован в 1830 году бриллиантовым перстнем с цветным камнем.
В 1833 году физические и навигационные инструменты, изготовленные в мастерской Самойлова, вновь были представлены на выставке в Санкт-Петербурге. За участие в отливке и отделке на ижорских заводах девяти бомбовых пушек нового образца в 1834 году был награждён 1500 рублями. В том же году изготовил для императора Николая I набор перспективных инструментов системы Рональдса, предназначенных для изображения предметов, копирования рисунков, нанесения их на медь для гравировки. Лично представлял набор и объяснял работу каждого инструмента императору. За изготовление набора был высочайше награждён в 1835 году бриллиантовыми перстнем. В 1838 году сконструировал забортный счетчик буксируемого механического лага и в 1845 году забортный механический лаг собственного проекта (демонстрируются в ЦВММ).
С 14 апреля 1840 года — майор, с 23 апреля 1859 года — подполковник, с 27 марта 1855 года — полковникпо адмиралтейству. В 1858 году за труды по изготовлению для флота навигационных инструментов был награждён 400 рублями серебром.
После перевода мастерской с ижорских заводов в Санкт-Петербург, в непосредственное подчинение Гидрографического департамента, 1 января 1859 года Самойлов был назначен заведующим мастерской мореходных инструментов, которое размесилось в здании Главного адмиралтейства; 28 марта 1860 года произведён в генерал-майоры, с увольнением от службы. Находясь в отставке Самойлов продолжал работать, занимался проектированием и изготовлением новых компасов. Создал компас на амортизаторах, который успешно прошёл испытания на бриге «Филоктет» и на транспорте «Красная Горка». В 1862 году для ижорских заводов он создал эталон мер длины.
Умер 19 сентября (1 октября) 1871 года в Санкт-Петербурге; был погребен на Колпинском кладбище.

## Награды
Награды Андрея Васильевича Самойлова:
- Орден Святого Станислава 3 степени (1835 г.)
- Орден Святой Анны 3 степени (1852 г.)
- Орден Святого Станислава 2 степени (1856 г.)
- Орден Святого Владимира 4 степени (1859 г.) за выслугу 35-ти лет в офицерских чинах.
- Бронзовая медаль на Андреевской ленте «В память войны 1853—1856».

## Семья
Андрей Васильевич Самойлов был женат на Анне Симоновой — дочери титулярного советника Матисова. В семье было 3 сына — Николай, Павел, Пётр и дочь Мария. Николай (1836—1895) стал кораблестроителем, главным инспектором кораблестроения, генерал-майором Корпуса корабельных инженеров; Павел (1838—1898) стал инженером, строил маяки на Чёрном и Азовском морях, кронштадтский порт и гавань, исполнял должность старшего помощника Главного инспектора Морской Строительной части, генерал-лейтенант.